# Cục Y tế Giao thông Vận tải (Việt Nam)
Cục Y tế Giao thông Vận tải là tổ chức trực thuộc Bộ Giao thông Vận tải, thực hiện chức năng quản lý về chuyên môn nghiệp vụ y tế trong các cơ quan, đơn vị thuộc Bộ Giao thông vận tải; tổ chức thực hiện các hoạt động chăm sóc và bảo vệ sức khoẻ cán bộ, công chức, viên chức, người lao động của các cơ quan, đơn vị thuộc Bộ Giao thông vận tải và các đối tượng khác theo quy định của pháp luật; chịu sự chỉ đạo về chuyên môn nghiệp vụ của Bộ Y tế.
Trụ sở Cục đặt tại số 73 Yên Ninh, Quận Ba Đình, Hà Nội.
Cục trưởng đương nhiệm là Tiến sĩ, Bác sĩ Phạm Tùng Lâm

## Lịch sử
- Ngày 8 tháng 9 năm 1954 ‘’Ban Y tế công trường Trung ương’’ – tiền thân của y tế GTVT- được thành lập theo Nghị định 24/NĐ của Bộ GTVT nước Việt Nam Dân chủ Cộng hòa
- Cuối năm 1954 tổ chức của Ban y tế công trường đường sắt trung ương gồm có: Ban Chuyên môn, Ban Dược, Ban Nhân sự, hành chính, kế toán, quản trị, 5 Tiểu ban y tế cho từng khu vực, 5 Bệnh xá chính và một số Trạm xá trên công trường.
- Ngày 26 tháng 4 năm 1959, tại quyết định số 194/ĐS của Tổng cục Đường sắt, Ban Y tế công trường TW chuyển thành Ty Y tế Đường sắt
- Ngày 10 tháng 7 năm 1965 Bộ GTVT có Quyết định 1675/QĐ thành lập Ty Y tế GTVT trực thuộc Bộ GTVT. Giai đoạn này tồn tại song song Ty Y tế GTVT và Ty Y tế Đường sắt trong Bộ GTVT.
- Ngày 8 tháng 6 năm 1979 Ty Y tế Đường sắt đổi tên thành Sở Y tế Đường sắt.
- Ngày 1 tháng 7 năm 1993 tại quyết định số 1320/TCCB-LĐ của Bộ GTVT, Sở Y tế Đường sắt chuyển nguyên trạng thành Sở Y tế Giao thông Vận tải.[2]
- Năm 2008 Sở Y tế Giao thông Vận tải được chuyển thành Cục Y tế Giao thông Vận tải

## Cơ cấu tổ chức

### Các tổ chức làm chức năng tham mưu
- Phòng Tổ chức cán bộ - Hợp tác quốc tế
- Phòng Kế hoạch - Tài chính
- Phòng Nghiệp vụ Y, Dược và Trang thiết bị y tế
- Phòng Y tế dự phòng và Các chương trình y tế
- Văn phòng Cục

### Các đơn vị trực thuộc
| - Bệnh viện GTVT Trung ương (năm 2016 đã chuyển sang mô hình công ty cổ phần với tên gọi mới là Công ty Cổ phần Bệnh viện Giao thông vận tải) - Bệnh viện Giao thông vận tải Yên Bái - Bệnh viện Giao thông vận tải thành phố Hồ Chí Minh |  | - Trung tâm bảo vệ sức khoẻ lao động và môi trường Giao thông vận tải - Trung tâm Điều dưỡng Phục hồi chức năng bệnh nghề nghiệp Sầm Sơn (Năm 2016 chuyển nguyên trạng sang Nhà nghỉ Phương Thanh thuộc Bộ Công an) - Trung tâm Dạy nghề y tế Giao thông vận tải - Trung tâm Giám định y khoa Giao thông vận tải |